# 34398 Terryschmidt
34398 Terryschmidt è un asteroide della fascia principale. Scoperto nel 2000, presenta un'orbita caratterizzata da un semiasse maggiore pari a 2,7085774 au e da un'eccentricità di 0,0832124, inclinata di 4,33511° rispetto all'eclittica.
L'asteroide è dedicato all'astronomo statunitense Terry Eugene Schmidt.